# Phare aéronautique du Petit-Bassevelle
Le phare de jalonnement du Petit-Bassevelle  est un phare aéronautique désaffecté situé à Bassevelle, en Seine-et-Marne, France.

## Description
Le phare est érigé près du lieu-dit du Petit-Bassevelle, près de Bassevelle, une commune rurale de l'est de la Seine-et-Marne, proche de l'Aisne. Il s'élève près du bord d'une route, entre deux maisons. Il s'agit d'un simple pylône de béton armé de 10 m de hauteur, supportant une plate-forme carrée qui, lorsque le phare était en activité, recevait une lanterne au néon. Une échelle permet de grimper jusqu'à la plate-forme.

## Historique
Au cours des années 1920, la Compagnie générale aéropostale érige un réseau de phares permettant la navigation aérienne de nuit. Les aérodromes sont équipés de phares de repérages et les axes principaux sont dotés de phares de jalonnement, permettant aux pilotes d'effectuer leur trajet, de phare en phare. L'éclat des phares est entrecoupé, transmettant ainsi un code Morse permettant au pilote d'identifier sa localisation.
Le phare du Petit-Bassevelle est construit en 1931 et fait partie des 19 phares au néon équipant le trajet entre Paris (Le Bourget) et Strasbourg. Il est situé entre le phare de Jouarre à l'ouest, distant de 10 km, et celui de Marchais-en-Brie à 15 km à l'est.
Les développements techniques de l'aviation conduisent à l'abandon des phares aéronautiques en 1954. Beaucoup sont détruits, mais celui du Petit-Bassevelle reste érigé, même s'il perd sa lanterne au néon. Témoin d'une technique révolue, il est racheté par la commune en 2015 et inscrit le 21 novembre 2018 au label « Patrimoine d'intérêt régional ».